# Konrad Spindler
Pour les articles homonymes, voir Spindler.
Konrad Spindler (20 juin 1939 à Leipzig – 17 avril 2005 à Innsbruck) est un préhistorien et un archéologiste allemand qui a été le premier à examiner la momie Ötzi.

## Sa vie
Après avoir grandi près de Hanovre il étudia l'archéologie, l'anthropologie et la médecine à l'université de Fribourg-en-Brisgau (doctorat en 1970). De 1970 à 1973, en tant qu'archéologue de la ville de Villingen, il dirigea les fouilles au Magdalenenberg, un tumulus d'époque hallstattienne. De 1974 à 1977, il fut professeur adjoint à la chaire de préhistoire et de proto-histoire à l'Université de Ratisbonne (habilitation en 1977). De 1977 à 1988, il travailla comme conseiller scientifique à l'université d'Erlangen-Nuremberg. En 1988, il rejoignit l'université d'Innsbruck, où il devint professeur titulaire à l'Institut de préhistoire. Il occupa la chaire d'histoire ancienne ainsi que d'archéologie médiévale et moderne.
Il se fit connaître d'un public plus large après septembre 1991, lorsque la momie Ötzi eut été découverte au Tyrol du Sud dans un glacier. Il fut le premier à la dater et à la classer presque correctement. Jusqu'en 1998 il dirigea les recherches archéologiques et scientifiques sur la momie, à cette date elle fut transférée au nouveau musée archéologique du Haut-Adige à Bolzano.
Il mourut à Innsbruck après avoir longtemps souffert de sclérose latérale amyotrophique. Huit semaines auparavant – déjà en fauteuil roulant – il avait donné une conférence à l’occasion d'un symposium international sur le Disque de Nebra à Halle-sur-Saale. Comme il était, bien sûr, au courant de la malédiction du pharaon il aurait dit en plaisantant : « La prochaine victime, ce pourrait bien être moi. »
On lui doit 35 monographies et plus de 150 essais scientifiques sur des sujets archéologiques allant de l'âge de pierre jusqu'aux temps modernes.
Il était le petit-fils du peintre Erwin Spindler (1860-1926) et l’arrière-petit-fils du compositeur Fritz Spindler (1816-1905)[1].